# Harry Blamyre Sewell
Harry Blamyre Sewell, avstralski general, * 30. november 1896, † 5. oktober 1943.